# Giải Arthur Rense
Giải Arthur Rense (tiếng Anh:Arthur Rense Prize) là một giải thưởng về thơ của Hoa Kỳ. Giải này được bà quả phụ Paige Rense thiết lập năm 1998 để tưởng niệm người chồng quá cố, thi sĩ kiêm nhà văn thể thao Arthur Rense.
Giải này do Viện hàn lâm Nghệ thuật và Văn chương Hoa Kỳ (American Academy of Arts and Letters). trao mỗi 3 năm, bắt đầu từ năm 1999, với khoản tiền thưởng là 20.000 dollar Mỹ.

## Những người đoạt giải
- 2011 — David Wagoner
- 2008 — Hayden Carruth
- 2005 — Daniel Hoffman
- 2002 — B.H. Fairchild
- 1999 — James McMichael